# Gutai-groep
De Gutai-groep (Japans:具体美術協会; Gutai Bijutsu Kyokai, Engels:Gutai Art Association) is een groep beeldende kunstenaars uit Japan, opgericht in 1954 in Osaka. De groepsleider was Jiro Yosihara.
De kunstgroep had geen eigen programma, maar was opgericht om een gunstige omgeving te creëren voor de ontplooiing van de capaciteiten van de leden. De belangrijkste betekenis was het organiseren van verschillende toneelmanifestaties, die sinds 1956 in Osaka zowel in het theater als op straat plaatsvonden en die veel overeenkomst vertoonden met de westerse vorm, een happening. De kunstenaars traden daarbij op als acteurs en droegen maskers, kleurrijke gewaden en kostuums die tijdens de voorstelling elke keer veranderden. De decors bestonden uit ruimtelijke constructies uit schuim, kunststof en verschillende kleuren stoffen draden. Ze maakten verder ook gebruik van snoeren die licht gaven, rook, vuur, water, verschillende opblaasobjecten en schijnwerpers, waardoor de voorstelling actief was en veel aandacht trok.
De groep werd in Europa bekend door Michel Tapié. Deze hielp internationale contacten tot stand te brengen. Verschillende Europeanen, waaronder ook Lucio Fontana, exposeerden in Japan, terwijl de Japanners in Europa deelnamen aan de groepstentoonstellingen van Zero en Nul.
Na 1960 werd de groep minder hecht en bleven de activiteiten beperkt tot het houden van gezamenlijke exposities.
Kazuo Shiraga was een belangrijke schilder binnen de groep. Hij schilderde aanvankelijk voornamelijk met zijn voeten. Erkenning voor zijn werk kwam vooral na zijn dood in 2008.